# 우편사업

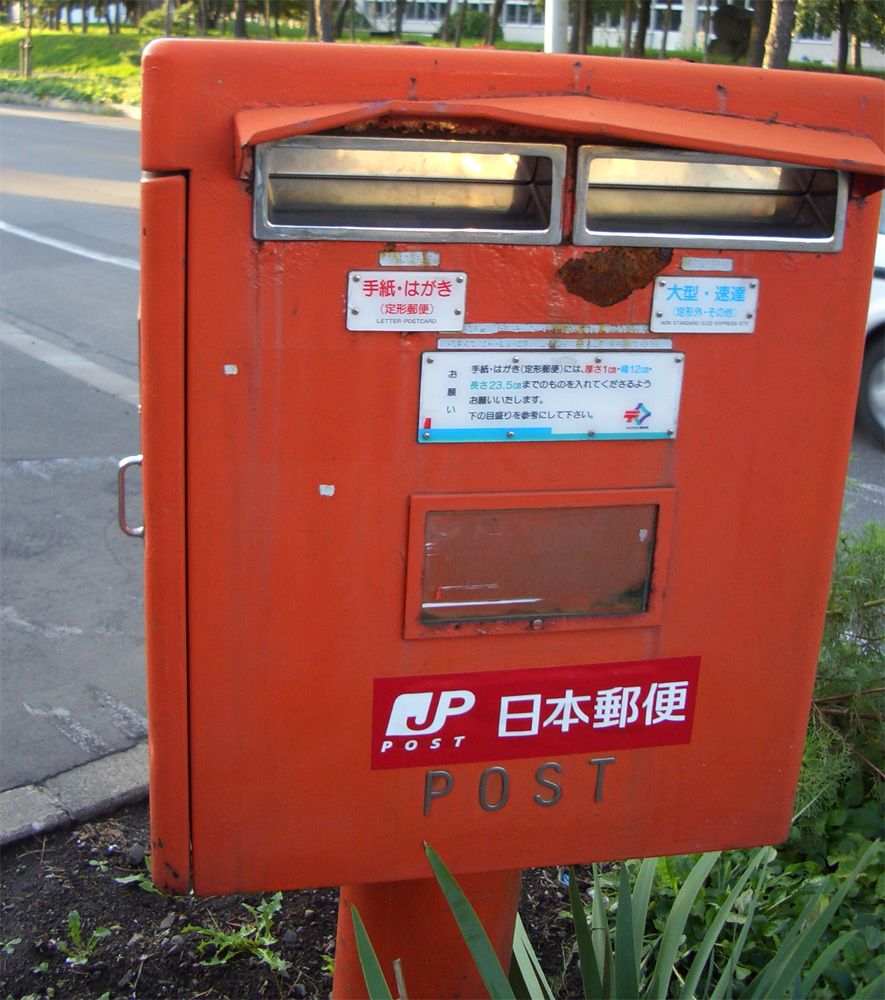
일본우편의 스티커가 붙어있는 우체통.

우편사업 주식회사(일본어: 郵便事業株式会社 유빈지교[*], Japan Post Service Co., Ltd.)는 2005년 10월 21일에 공포된 우정민영화 관련 6개 법안에서 규정된 우편 업무와 인지 판매 등의 업무를 수행하는 것을 목적으로 하는 일본의 기업이다. 2007년 10월 1일에 설립되었으며, 보통 JP 일본우편이라고도 한다.
주요 업무로는 우편물의 수집, 구분, 집배 등이 있다. 우편 창구 업무는 아래 우편전문국을 제외하고는 우편국 주식회사가 담당한다. 다만 유유 창구는 우편사업회사가 담당할 예정이다.

## 통괄센터와 배달센터
민영화 시책의 일환으로 일본우정공사 출범 이후부터 집배 거점을 개편하고 있으며, 이 중심에 있는 것이 통괄센터와 배달센터이다. 2006년 6월 현재 4,696개의 집배국을 1,088개의 통괄센터와 2,560개의 배달센터로 기능을 분리하고, 나머지 1,048국은 무집배국으로 전환하기로 예정했다.
이는 집배국이 분사화로 인해 우편국 주식회사와 우편사업 주식회사로 나뉘고, 집배 특정우편국이 더욱 작은 조직으로 전환하기 위해 업무 운영과 직원 관리를 정확하게 수행할 필요가 있기 때문이다. 통괄센터는 우편물의 구분과 운송을, 배달센터는 우편물의 집배를 담당하게 된다. 그러나 배달센터가 된 우체국이나 무집배국으로 결정된 경우에는 유유 창구가 폐지되거나 영업시간이 단축되는 등의 영향이 나타나고 있다.

## 직영점
현시점으로는 집배·무집배와 관계없이 우편전문국이 되는 우편국이 우편사업 주식회사의 직영점이 될 예정이다.

### 집배국
- 신 도쿄 우편국
- 신 센다이 우편국
- 긴자 우편국
- 신 가나자와 우편국
- 오사카 국제우편국

### 무집배국
- 도쿄 다마 우편국
- 도쿄 국제 우편국
- 요코하마 우편집중국
- 나리타 국제공항 우편국
- 신 고시가야 우편국
- 나고야 우편집중국
- 주부 국제 우편국
- 신 오사카 우편국
- 신 후쿠오카 우편국

## 같이 보기
- 일본의 우정민영화
- 우편
- 일본우정주식회사